# 塞尔巴讷
塞尔巴讷（法語：Serbannes，法語發音：[sɛʁban]）是法国阿列省的一个市镇，位于该省东南部，属于维希区。

## 地理
塞尔巴讷（46°5'55"N, 3°21'31"E）面积14.3 平方千米，位于法国奥弗涅-罗讷-阿尔卑斯大区阿列省，该省份为法国中部省份，北起涅夫勒省、西北接谢尔省，西南至克勒兹省，南至多姆山省，东南临卢瓦尔省，东临索恩-卢瓦尔省。
与塞尔巴讷接壤的市镇（或旧市镇、城区）包括：阿列河畔贝尔里夫、比奥扎、布吕雅斯、科尼亚-利奥讷、埃斯皮纳斯-沃泽勒。

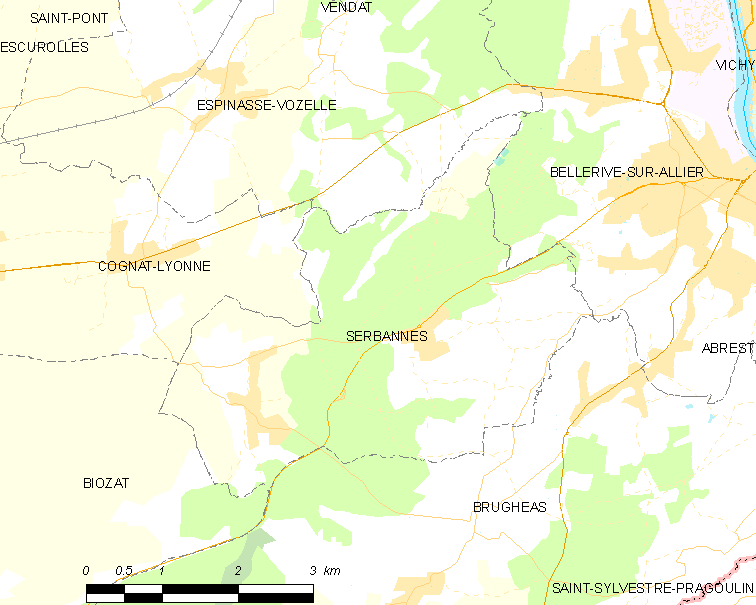
塞尔巴讷的OSM定位图

塞尔巴讷的时区为UTC+01:00、UTC+02:00（夏令时）。

## 行政
塞尔巴讷的邮政编码为03700，INSEE市镇编码为03271。

## 政治
塞尔巴讷所属的省级选区为阿列河畔贝尔里夫县。

## 人口

1962-2008年间塞尔巴讷人口变化图示

塞尔巴讷于2022年1月1日时的人口数量为826人。